# Prealpi Luganesi
Le Prealpi Luganesi (dette anche Prealpi Lombarde Occidentali oppure Prealpi del Ceresio) sono una sezione delle Alpi che interessa la Svizzera (Canton Ticino) e l'Italia (Lombardia).

## Collocazione
Si estendono tra il lago Maggiore a ovest, la linea Locarno-Bellinzona-Gravedona a nord, il lago di Como a est e la Pianura Padana a sud. Non si collocano lungo la catena principale alpina, ma si staccano a sud dalle Alpi Lepontine al passo San Jorio. La vetta più alta è il Pizzo di Gino (2245 m).

## Classificazione
Secondo la Partizione delle Alpi del 1926 le Prealpi Luganesi erano inserite nella sezione più ampia delle Prealpi Lombarde.
Secondo la classificazione SOIUSA del 2005 esse formano una sezione a parte appartenente al settore delle Alpi Nord-occidentali  .

## Suddivisione
In accordo con la SOIUSA, si possono suddividere in due sottosezioni e cinque supergruppi:
- Prealpi Comasche
  - Catena Gino-Camoghè-Fiorina
  - Catena Tremezzo-Generoso-Gordona
  - Catena del Triangolo Lariano
- Prealpi Varesine
  - Catena Tamaro-Gambarogno-Lema
  - Catena Piambello-Campo dei Fiori-Nudo.

## Nascita e declino degli sport invernali
Come in tutto l'arco alpino anche nelle Prealpi Luganesi, negli anni sessanta, sorsero diverse piccole stazioni sciistiche, a quote inferiori ai 2000 metri, molte delle quali composte da un solo skilift. Tra queste si ricordano il Monte Tamaro, il Monte Lema, il Campo dei Fiori di Varese, il Monte Sette Termini, l'Alpe Forcora, il monte Sasso del Ferro, Parco Monte San Primo, Lanzo-Sighignola, il Passo Cuvignone, il Monte Crocione, il Piano Rancio, Pian del Tivano, Bedea Novaggio, il Monte Boletto di Brunate, Consonno di Olginate, l'Alpe di Neggia ed il Mottarone (appartenente in realtà alle Alpi Pennine, ma rilievo tipicamente prealpino). A partire dai primi anni novanta le nevicate sempre più scarse hanno causato la chiusura di quasi tutte le località, eccetto Mottarone, Lanzo-Sighignola, Monte San Primo, Alpe Forcora, Alpe di Neggia e Bedea Novaggio.